# Gualtiero di Monsonís
Gaultiero di Monsonís (coneguda també com a Gualtero de Monsonís) és una òpera en tres actes amb música de Nicolau Manent sobre un text de Joan Cortada estrenada al Gran Teatre del Liceu de Barcelona el 23 de maig de 1857.
El llibret va ser publicat a Barcelona l'any de l'estrena, el 1857, incloent-hi dues versions del text, en italià i en castellà, sota el títol castellà de Gualtero de Monsonís. No obstant això, l'òpera va ser estrenada en italià i sota el títol italià.

## Context
La representació a l'estrena es va donar en benefici del baix Agustí Rodas.
Nicolau Manent va escriure uns anys més tard una simfonia amb el mateix títol i motius musicals de l'òpera, estrenada el 2 de setembre de 1859.

## Personatges
| Paper                     | Tessitura | Intèrprets de l'estrena 23 de maig de 1857 (Director: Marià Obiols) |
| ------------------------- | --------- | ------------------------------------------------------------------- |
| Matilde                   | soprano   | Caterina Goldberg-Strossi                                           |
| Arnau                     | baix      | Agustí Rodas                                                        |
| Gaultero                  | tenor     | Antonio Agresti                                                     |
| Ricard                    | baix      | Josep Obiols                                                        |
| Una monja                 | soprano   | Joana Baptista Fossa                                                |
| Monges, cavallers, patges |           |                                                                     |

## Argument
Lloc: Monestir de Vallbona i al voltant del monestir
Època: any 1240
Aquest és el resum que el llibret fa de l'argument de l'obra:
| « | Arnau de Bellpuig, desheretat per la seva mare, a la mort de la qual va contribuir el seu caràcter díscol i altiu, no pot veure sense enuig que la seva germana Matilde sigui la successora dels immensos béns familiars. Trobant-se absent en la Croada Gualtero de Monsonís, a qui està destinada la mà de Matilde, creu Arnau haver trobat el mitjà perquè la seva germana renunciï a favor d'ell a l'herència materna. En efecte, assegura a la jove que Gualtero ha mort a Àsia, i com que Matilde que no té en el món un altre interès que no sigui l'amor d'aquest cavaller, pren l'hàbit al monestir de Vallbona, amb l'ànim de professar en ell i traspassar els seus béns al seu germà. Gaudia ja Arnau amb la perspectiva de la seva futura riquesa quan es presenta Gualtero, parla amb Arnau, marxa cap a Vallbona, i els amants anaven a sortir del convent quan arriba Arnau. Es desafien els dos cavallers, i combaten l'endemà. Gualtero fereix mortalment l'Arnau, aquest reconeix el seu mal procedir, i penedit crida a Matilde i a Gualtero, els demana perdonar, els casa i mor. Els dos amants li perdonen, demanen per ell la misericòrdia divina, i enmig del dolor i de la compassió de tots els presents acaba l'òpera. | » |